# 西村千太郎
西村 千太郎（にしむら せんたろう、1907年3月12日 - 1994年7月21日）は、日本の画家。名古屋造形芸術短期大学教授であった。

## 経歴
1907年、愛知県名古屋市に生まれる。子供の頃から画業に興味を持ち、画家の森村宜稲の下で日本画を学ぶ。1922年、鈴木不知の名古屋洋画研究所に入門し、洋画を学んだ。小澤不撓美、高木亀雄、尾沢辰夫らと出逢い、互いに切磋琢磨する。1924年、尾沢辰夫らと「アザミ会」を結成した。1930年、横井礼以の下で学ぶ。1932年、尾沢辰夫らとフォーブ美術協会を退会し、「美術新選手」を結成した。1994年、脳梗塞で死去。

## 主な作品
- 「過ぎたるは及ばず」（昭和28年二科賞）